# Claudio Bombarnac
«Claudio Bombarnac» o «A través de la estepa» es una novela del escritor francés Jules Verne aparecida en Le Soleil desde el 10 de octubre (número 284) al 7 de diciembre de 1892 (número 342), y como libro en una versión doble junto a «El castillo de los Cárpatos» el 21 de noviembre de ese mismo año.
Un reportero recorre la estepa asiática con destino a Pekín tratando de descubrir cuál de sus compañeros de viaje merece ser el héroe de su historia.

## Síntesis
Claudio Bombarnac es enviado por el periódico «El siglo XX» a hacer el viaje de Tifilis a Pekín con la intención de compartir sus impresiones del viaje. Primero atraviesa en barco el Mar Caspio, para continuar su viaje en el gran Transasiático hasta Pekín. Durante el viaje va anotando en su libreta los detalles que le ocurren a diversos personajes, siempre y cuando su destino final sea Pekín. Diversos acontecimientos suceden a lo largo de viaje, como el entendimiento y posterior boda de dos de los pasajeros: Fulk Ephrinell y Horacia Bluett; y otros que Claudio no considera dignos de la atención suya, hasta que dos de esos hechos la llaman: un vagón inaccesible para los pasajeros, que después se revela como el cortejo fúnebre de un noble chino, y una caja que parece contener a una bestia.
Claudio investiga estos hechos y descubre que en la caja hay un humano, y logra entablar amistad con él. Se trata de Kinko, joven rumano enamorado, que va a Pekín a reunirse con su novia Zinca y, al no poder solventar el gasto del tren, ha tomado la determinación de viajar en esta forma, mucho más económica. Claudio guarda el secreto al joven, y procura darle alimento fresco.
El otro hecho poco a poco se resuelve: el supuesto féretro no es otra cosa que el Tesoro Imperial Chino, el cual vuelve a su lugar de origen tras ser exhibido. Casi al llegar, el administrador del tren, Furkistar, se revela como un traidor, y pretende apoderarse del tesoro, a lo cual las fuerzas conjuntas de los operadores del tren chino y de los pasajeros hacen resistencia, destacando la valentía del cómico francés: el Sr. Catena.
Cuando los planes de Furkistar se vienen abajo, éste hace volar la maquinaria para matar a los pasajeros, pero Kinko, ayudando entre las sombras, evita la tragedia a costa de su vida.
Finalmente, los pasajeros logran llegar a Pekín con retraso, con el consiguiente enfado del personaje con el nombre impronunciable de «Barón Weisschnitzerdörfer», que se proponía dar la vuelta al mundo en 39 días. Claudio, guardando el anonimato del joven, decide dar la noticia a la novia del suceso trágico, pero al llegar observa que la caja ha sido ya trasladada a la casa de Zinca, y, justo antes de entregarla, el amarre se suelta y, para sorpresa de Claudio, Kinko, aunque algo golpeado, sale de allí. Sin embargo es aprehendido por los policías chinos por fraude y, casi de inmediato, es condenado a morir. Claudio entonces cuenta los detalles a los señores Catena, al mayor Noltitz y a Pan-cha, quienes inmediatamente, sabiendo que le deben la vida, abogan por la libertad del joven, sin mayores resultados. Cuando la sentencia está a punto de ser efectiva, Pan-cha, utilizando sus influencias, logra reducirla a solo unos días de arresto.
Finalmente, al salir Kinko ataviado con ropas que le ha regalado Pan-cha, y estar Zinca ataviada por los pasajeros aún reunidos, pueden celebrar los dos su boda, y le dan así a Claudio Bombarnac el final feliz de su historia y el héroe que buscaba.

## Personajes
Narrador:
Claudio Bombarnac, francés corresponsal del periódico «El siglo XX» destinado a reportar las incidencias del viaje, su atención se centra en encontrar al héroe de su viaje, por lo cual en su libreta de viaje va anotando en el orden siguiente a los pasajeros:
Pasajeros:
1. Fulk Ephrinell: estadounidense agente de ventas de dientes. Se enamora de Horacia.
2. Mrs. Horacia Bluett: inglesa vendedora de pelucas. Se enamora de Mr. Ephrinell.
3. Mayor Noltitz: ruso viaja a Pekín a fundar un hospicio.
4. Sr. Caterna: francés actor. Junto a su esposa, viaja al País del Sol Naciente para presentar allí su espectáculo.
5. Sra. Caterna.
6. Barón Weisschnitzerdörfer: alemán viajero del Transasiático que busca dar la vuelta a la Mundo en 39 días.
7. Popof: ruso mayordomo del tren. Será gran aliado de Bombarnac.
8. Sir Francis Travellyann: Caballero inglés engreído, enigmático y reservado, que no hablará durante el viaje.
9. Pan-cha: chino residente en París. Viaja a Pekín para arreglar asuntos familiares.
10. Dr. Tio-King: chino seguidor de las ideas de Cornaro, maestro de Pan-cha.
11. Kinko: rumano polizón del tren Transasiático. Es descubierto por Bombarnac, que es el único que conoce su secreto.
12. Furkistar: mongol administrador del gran Transasiático.

## Capítulos
La novela consta de 27 capítulos sin título.

## Temas vernanianos tratados

### Conexiones con otras novelas
Varios personajes de «Claudio Bombarnac» hacen recordar a personajes de otras novelas de Verne:
- Los Srs. Catena son actores, igual que los Srs. Cascabel, y son muy similares sus comportamientos.

- El Mayor Noltitz es militar, lo mismo que Miguel Strogoff; la descripción de carácter también coincide.

- El Barón Weisschnitzerdörfer es una parodia ridícula de Phileas Fogg, de «La vuelta al mundo en 80 días», sin embargo el personaje de Sir Francis Travellyann se comporta igual que Phileas: el detalle del cigarrillo al final de la historia lo confirma.

- Fulk Ephrinell parece tener rasgos similares, aunque el parecido no es tan claro como entre los anteriores, a los del J.T. Mason de la novela «De la Tierra a la Luna».

- Es fácil pensar que entonces Claudio Bombarnac es el mismo Verne compartiendo un viaje con sus propios personajes.

### Matrimonio
En esta ocasión, Verne expone uno de los pocos «matrimonios ejemplares» de sus obras, como los Glenarvan de «Los hijos del capitán Grant» o los Branican de «Mistress Branican», en la figura de los Catena.
El caso contrario sería Van Mitten, personaje que huía de su esposa en «Kerabán el testarudo».